# Mirmecofagídeos
Mirmecofagídeos (nome científico: Myrmecophagidae) é uma família de mamíferos pertencentes à ordem Pilosa, conhecidos popularmente por tamanduás ou papa-formigas. Vivem nas florestas e savanas das Américas Central e do Sul, desde o Belize até a Argentina.
Alimentam-se de formigas e principalmente de cupins (térmitas), que retiram dos cupinzeiros com a sua longa língua – chega a ter 50 centímetros de comprimento – alojada dentro de um focinho também afunilado. Para desfazer os cupinzeiros, os tamanduás têm garras fortes e curvas nas patas dianteiras, que lhes dificultam o andar.
O peso do tamanduá-bandeira adulto pode atingir quarenta e cinco quilogramas e seu comprimento, 1,80 metros, incluindo a cauda, que pode chegar à metade desse tamanho. Este tipo de tamanduá, o Myrmecophaga tridactyla, se encontra na categoria de Vulnerável A2cd (IUCN e MMA) pela perda de seu habitat. Suas fêmeas têm um único filhote por ano, muito pequeno e frágil, que é carregado nas costas da mãe até cerca de um ano de idade, tornando-se, assim, muito vulneráveis aos predadores. Outro grande problema que pode afetá-los é a destruição do seu habitat.
É quase cego e surdo, mas,  por outro lado, tem excelente olfato. Ele pode sentir o cheiro de uma presa ou de um predador a dezenas de metros de distância.

## Etimologia
"Tamanduá" é um termo derivado da palavra tupi tamãdu'á.

## Tipos de Tamanduá
- Tamanduá-bandeira
- Tamanduá-mirim
- Tamanduaí

## Galeria

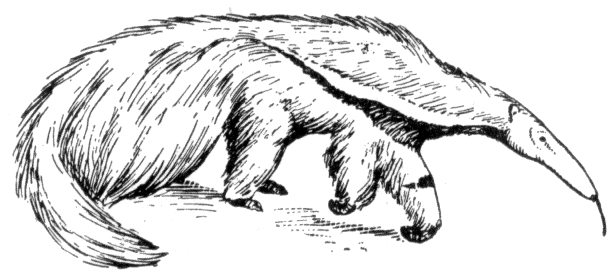
Representação de um tamanduá-bandeira
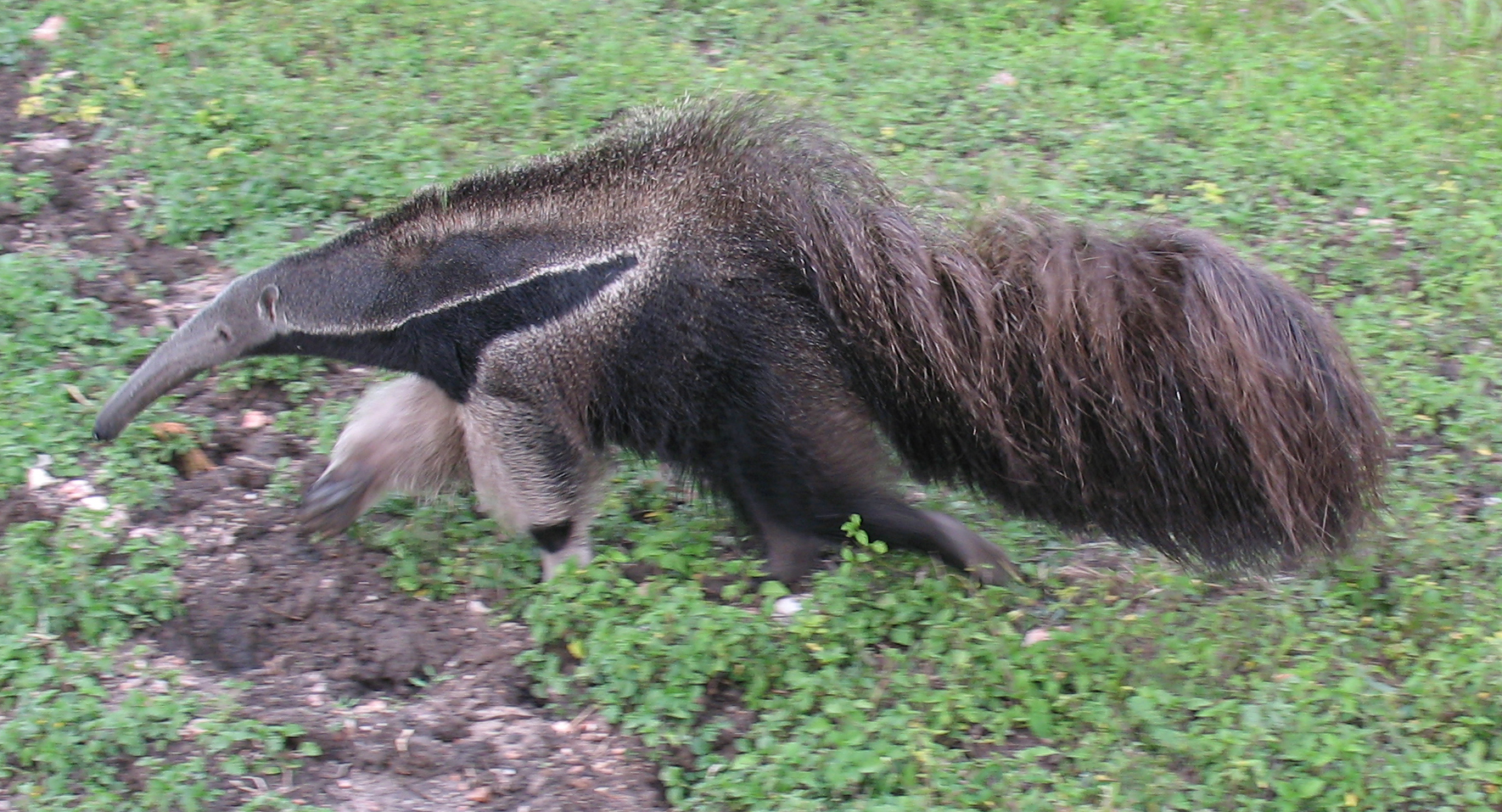
Tamanduá-bandeira (Myrmecophaga tridactyla) no Pantanal, no Brasil